# Villa Wustl

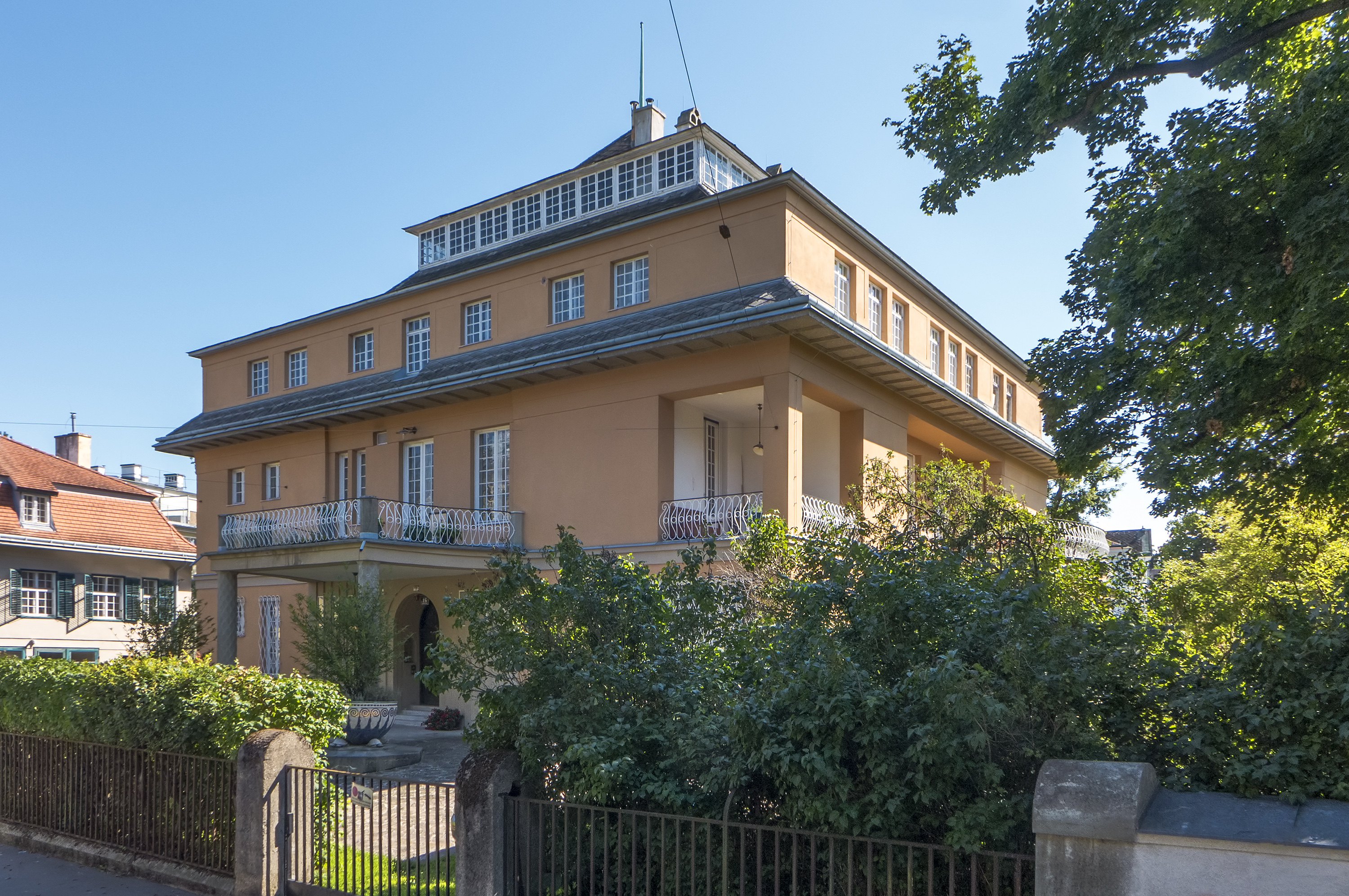
Villa Wustl, Sicht von der Auhofstraße

Die Villa Wustl ist ein von Robert Oerley geplantes, 1911 bis 1914 für Richard Wustl errichtetes, ursprünglich großbürgerliches Stadthaus in Wien, 13. Bezirk, an der Hietzinger Hauptstraße 40 (Zugang versperrt) bzw. an der zu ihr parallelen Auhofstraße (dort mit den Hausnummern 13 und 15 mit Einfahrt). Zuvor befand sich auf dem einst größeren Grundstück die Villa Hügel.
Der kubische Bau wird durch ein zweifach abgetrepptes Pyramidendach abgeschlossen, von dem umlaufende Lichtgaden im Dachgeschoß hervortreten. Der Baukörper ist durch Balkons und Loggien gegliedert. Im Gebäude finden seit einem Umbau in den 1930er Jahren mehrere Wohnungen Platz. Im Erdgeschoß sind originale Interieurs erhalten, vor allem ein achteckiges Vestibül mit Metallverkleidung.
Östlich, Richtung Ortszentrum Hietzing, schließt sich ein Glashaustrakt, der noch vom Vorgängerbau aus dem 19. Jahrhundert stammt, sowie ein Portierhaus an. Die freistehende Villa ist von einem privaten, ursprünglich größeren Park umgeben, was teilweise noch an den Gartengittern zu ersehen ist,  und von beiden Straßen gut sichtbar.
Das Haus steht seit 1990 unter Denkmalschutz (Listeneintrag).